# 高田川部屋

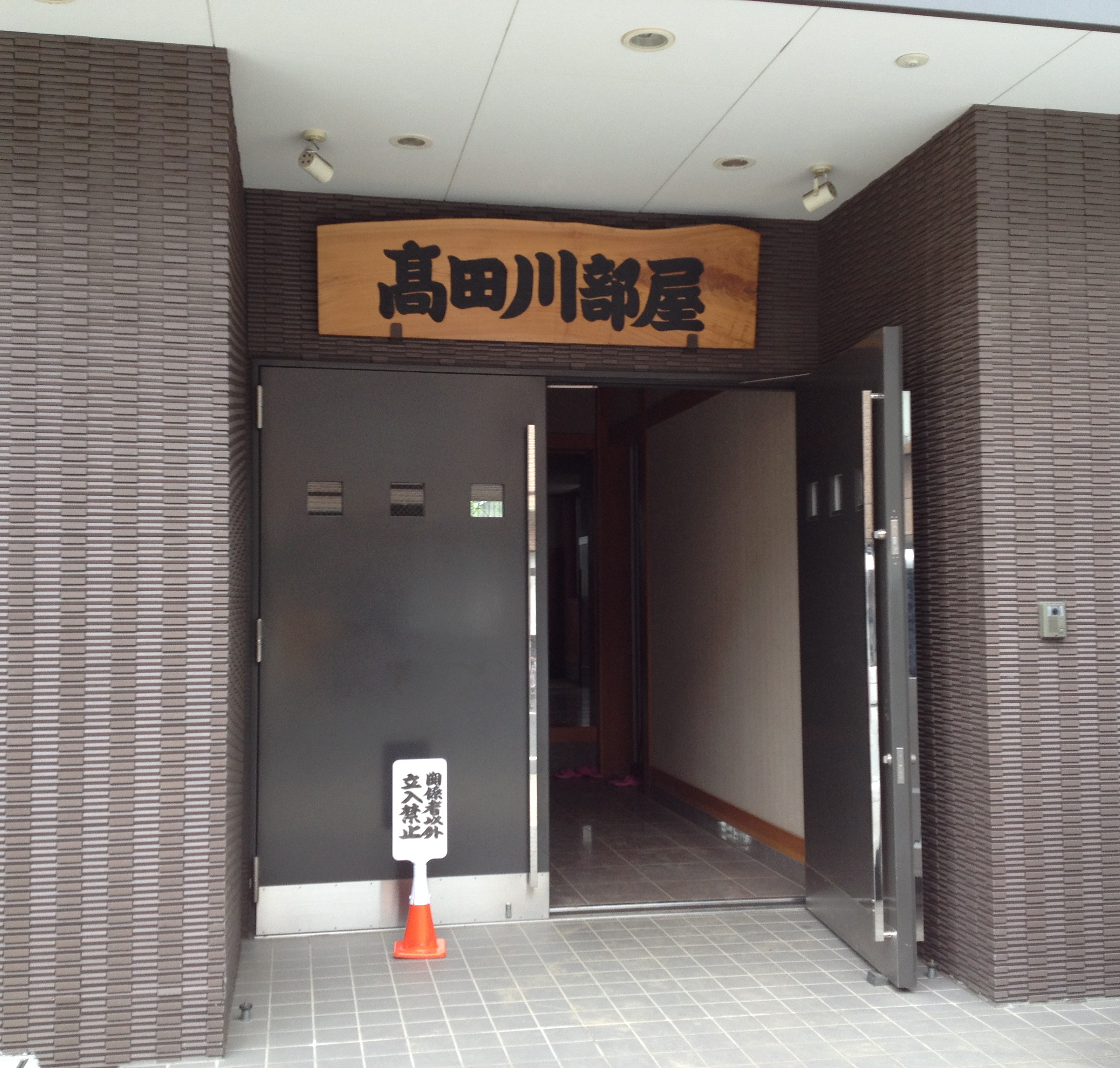
高田川部屋

高田川部屋（たかだがわべや）は、日本相撲協会所属の相撲部屋。現在は二所ノ関一門に所属している。

## 歴史
1974年（昭和49年）3月場所に現役を引退して高砂部屋の部屋付き親方となった年寄・8代高田川（元大関・前の山）が、同年4月に内弟子8人を連れて高砂部屋から分家独立して高田川部屋を創設した。8代高田川は小結・前乃臻や剣晃、幕内・鬼雷砲などといった関取を育て上げた。
それまでは高砂一門に属していたが、1998年（平成10年）1月に行われた日本相撲協会理事選挙において、8代は高砂一門内の候補者一本化に反対して立候補したために同一門を破門された。8代はそれでも理事に2期連続して当選し、部屋はどこの一門にも属さない無所属の部屋となった。当時の日本相撲協会理事長である14代時津風（元大関・豊山）が勇退すると、8代は理事への立候補を取り止め、北の湖親方（元横綱・北の湖）の理事長当選に向けて影響力を持った。2004年5月には貴乃花部屋を事実上破門された17代藤島（元関脇・安芸乃島）を部屋付き親方として受け入れ、同時に17代藤島は16代千田川を襲名した。
8代は2010年3月に定年退職を迎えるため、2009年8月5日付で16代千田川と年寄名跡を交換し、16代千田川は9代高田川を襲名して部屋を継承した。9代は稽古場に鉄砲柱を5本も立てた部屋を東京都江東区清澄に新築し、同年9月5日に部屋開きを行った。2012年11月場所に竜電が新十両へ昇進し、9代が部屋の師匠に就任してからは初となる関取が誕生している。
9代が元は二所ノ関一門の旧・二子山部屋の出身である一方で、旧・二子山部屋から改称した貴乃花部屋は2010年1月に行われた日本相撲協会理事選挙を巡って二所ノ関一門を離脱した。これを受けて、2011年1月に同一門へ加入する運びとなり、同年1月17日に行われた一門会において正式に加入した。
2021年4月には閉鎖された峰崎部屋から15代花籠と行司1名を引き取った。

## 2019新型コロナウイルスの集団感染
日本相撲協会は、2020年4月10日に角界初の2019新型コロナウイルス感染者が出たことを発表した。同月25日には、高田川と白鷹山、力士養成員ら4名の感染と入院が発表され、30日に芝田山広報部長はこの6名の退院を明らかにしている。
力士養成員については個人情報保護の観点から力士名と所属する部屋の公表はされていなかったが、5月13日に勝武士の死去とその経緯が発表された。
それによると4月4、5日に38度台の発熱があったことから、師匠らが保健所に電話をしたがつながらなかったという。近隣の複数の病院に受け付けてもらえず、4月8日に血痰が見られたことから救急車を呼び、この夜に都内の大学病院に入院した。簡易検査の結果は陰性だったが9日に状態が悪化して転院し、10日にPCR検査で陽性と判定された。19日より集中治療室で治療を受けていたが、5月13日に新型コロナウイルス性肺炎による多臓器不全のため死去したという。
相撲協会は勝武士の発症時期が都内の医療機関がひっ迫した時期と重なったことも説明しており、八角理事長は協会を通して発表したコメント中で懸命の措置を行った医療関係者たちに謝意を表している。勝武士は2014年に糖尿病による低血糖障がいを患っており、このことが感染後の重症化につながったのではないかという指摘もなされている。
芝田山広報部長は5月13日に代表取材に電話で応じ、相撲部屋に所属している協会員(力士、親方、呼び出し、床山、行司、世話人、若者頭)のうち希望者を対象とした抗体検査を行うことを明かした。専門機関に依頼し、既に各部屋に資料は送付済みであるという。同月18日から検査が始まり、毎日2、3部屋ずつ約40人を対象に検査を実施。各部屋に検査機関から機材が運ばれて血液採取が行われた。体調確認も並行して行い、状況によってはPCR検査の必要性について専門家の指示を仰ぐという。現状で外出・出稽古は禁止、また日常生活にも制限を受けて過ごしている力士たちや部屋関係者の不安感を取り除き、今後の感染対策に生かしていくという。また検査結果は専門家たちの1つの研究材料としても用いられ、個人情報ではなく専門家から見た検査結果が公表されるという。
6月5日時点では、抗体検出は無かったという途中経過報告がなされ、同月12日に全45部屋の力士・親方・裏方、相撲部屋のおかみやマネージャーのうち希望者の全員の抗体検査が終了したことが発表された。15日に電話取材に応じた16代高崎によると、PCR検査等の追加検査は行われず、全体の検査結果の発表は専門家の意見を聞いてまとめることとなるという。また7月場所開催の可否は理事会に諮られるという。19日の時点では研究機関から連絡は来ていないが、場所開催の可否は別として国技館での場所運営シミュレーションをして動線など環境の確認などを行い、議論を重ねていくという。22日には尾車事業部長が取材に応じ、全体の検査結果を受けて開く理事会に専門家を招いて意見を聞くこと、感染防止のためのガイドラインを作成することなどを明言した。
7月6日、日本相撲協会は抗体検査の結果を発表。集団感染のあった高田川部屋以外の44部屋に所属する協会員891人のうち、抗体陽性者は5人で、比率にして0・56％であった。抗体検査陽性者のうち承諾を得られた4人のPCR検査結果は陰性、残りの1名も5月以前の感染とみられることから治癒しているとみなせるという。八角理事長は、「このたびの抗体検査は、協会員が自発的に検査を受け、意義があり7月場所に向けて稽古に専念できる環境が整いました。1人の力士が亡くなったことは痛恨の極みであり今後、絶対にそのような事態に陥らないよう協会員の健康管理・感染防止を徹底する所存です」とコメントを出した。

## 所在地
- 東京都江東区清澄二丁目15番7号
- 都営大江戸線、東京メトロ半蔵門線 清澄白河駅徒歩2分

## 師匠
- 8代：高田川 和一（たかだがわ かずいち、大関・前の山、大阪）
- 9代：高田川 勝巳（たかだがわ かつみ、関脇・安芸乃島、広島）

## 部屋付き親方
- 花籠 忠明（はなかご ただあき、関脇・太寿山、新潟）※峰崎部屋から移籍

## 若者頭
- 前進山 良太（ぜんしんやま りょうた、十2・前進山、神奈川）

## 力士

### 現役の関取経験力士
- 竜電剛至（小結・山梨）8代、9代弟子
- 輝大士（前3・石川）9代弟子
- 湘南乃海桃太郎（前5・神奈川）9代弟子
- 大雷童太郎（十2・福岡）8代、9代弟子
- 白鷹山亨将（十3・山形）9代弟子
- 大辻理紀（十12・兵庫）9代弟子

### 幕内
小結
- 前乃臻康夫（福岡）8代弟子
- 剣晃敏志（大阪）8代弟子

前頭
- 鬼雷砲良蔵（前4・神奈川）8代弟子

### 十両
- 前進山良太（十2・神奈川） 8代弟子
- 卓越山吾郎（十5・大阪）8代弟子

## 行司
- 立行司　第三十八代　木村庄之助

## 旧・高田川部屋
高田川は大坂相撲の年寄名跡であり、3代高田川（元・早瀬川）の時に東西合併により加入した。横綱・宮城山が1931年に引退して9代白玉を襲名して白玉部屋を設立すると、3代高田川は9代白玉に弟子を譲って隠居したが、1932年に9代白玉から6代芝田山を襲名して芝田山部屋を経営していた6代芝田山が1943年に亡くなると、3代高田川はその弟子たちを預かった。しかし、1944年に3代高田川が死去したため、所属力士は高砂部屋へ移籍した。その中には、後の小結・宮錦や幕内・島錦たちがいた。

### 師匠
- 初代：高田川音吉
- 2代：侠客・橋本政吉
- 3代：早瀬川一栄

### 力士
横綱
- 宮城山福松（29代横綱・岩手）